# Powiat de Zambrów
Le powiat de Zambrów (en polonais : powiat zambrowski) est un powiat appartenant à la Voïvodie de Podlachie dans le nord-est de la Pologne.

## Division administrative
Le powiat comprend 5 communes :
- 1 commune urbaine : Zambrów ;
- 4 communes rurales : Kołaki Kościelne, Rutki, Szumowo et Zambrów.